# Stary Bubel
Stary Bubel – wieś w Polsce położona w województwie lubelskim, w powiecie bialskim, w gminie Janów Podlaski.
W latach 1954–1959 wieś należała i była siedzibą władz gromady Bubel Stary. W latach 1975–1998 miejscowość administracyjnie należała do województwa bialskopodlaskiego.
Wieś jest sołectwem w gminie Janów Podlaski. Według Narodowego Spisu Powszechnego z roku 2011 wieś liczyła 175 mieszkańców.
Miejscowość leży w Parku Krajobrazowym Podlaski Przełom Bugu. Dawna wieś książęca, założona pod koniec XII lub na początku XIV wieku, następnie własność kościelna diecezji łuckiej. W 1815 rozparcelowana.
Na skraju wsi znajduje się kościół św. Jana Ewangelisty, wzniesiony w 1740 jako unicka cerkiew, od 1875 do 1925 użytkowany przez prawosławnych, w latach 1925-1938 przez neounitów, następnie ponownie przez sześć lat przez prawosławnych i od 1946 przez katolików obrządku łacińskiego. W jej sąsiedztwie znajduje się cmentarz z pojedynczymi nagrobkami z końca XIX w.
Ponadto zachowane zabudowania mieszkalne i gospodarcze z końca XIX wieku.
Przy drodze, którą biegnie granica obrębów ewidencyjnych wsi Stary Bubel i Bubel-Łukowiska (52°14′46″N 23°11′02″E/52,246111 23,183889) znajduje się pomnik ku czci 10 żołnierzy Wojska Polskiego z 14 Dywizji Piechoty poległych w sierpniu 1920 roku w wojnie z bolszewikami.